# 11. dragonski polk (Avstro-Ogrska)
Za druge 11. polke glejte 11. polk.
11. dragonski polk je bil konjeniški polk avstro-ogrske skupne vojske.

## Zgodovina
Polk je bil ustanovljen leta 1688. 

### Prva svetovna vojna
Polkovna narodnostna sestava leta 1914 je bila: 90% Čehov in 10% drugih.
Naborni okraj polka je bil na Dunaju, pri čemer so bile polkovne enote garnizirane sledeče: Brno (štab, I. divizion) in Hodonín (II. divizion).

## Poveljniki polka
- 1879: Emil Bertrand d'Omballe[3]
- 1908: Karl Biber[4]
- 1914: Theodor Mayer-Maly von Vevanovic[5]